# Ošlje
Ošlje falu Horvátországban, Dubrovnik-Neretva megyében. Közigazgatásilag Dubrovačko primorje községhez tartozik.

## Fekvése
A Dubrovnik városától légvonalban 39, közúton 55 km-re, községközpontjától légvonalban 17, közúton 21 km-re északnyugatra a tengermelléken, a Bistrina-öböl és hercegoviai határ között fekszik. Több kis településrészből áll, ezek Gorica, Gornje selo, Milovčići, Ošlje, Podorah, Sredselo, Živa és Živanovići, valamint a korábbi Bašić, Butjerović, Gale, Kunići és Pod stražom.

## Története
Ošlje területe már ősidők óta lakott. Az itt élt első ismert nép az illírek voltak, akik az i. e. 2. évezredtől fogva éltek itt magaslatokon épített erődített településeken és kövekből rakott halomsírokba temetkeztek. Halomsírjaikból több is található területén, a Perkova Glaván és tőle keletre, a Grebenen, a Velecen, a Mali Pjenagon és több más helyen. Az illírek i. e. 35-ig uralták a térséget, amikor Octavianus hadai végső győzelmet arattak felettük. A Nyugatrómai Birodalom bukása után 493-tól a keleti gótok uralták a területet. 535-ben Dalmáciával együtt a Bizánci Császárság uralma alá került. A horvátok ősei a 7. században érkeztek Dalmáciába és csakhamar megalapították első településeiket. Ezek elsőként a termékeny mező melletti, ivóvízzel rendelkező helyeken alakultak ki.
A Dubrovniki tengermellék hét plébániájával Zahumljéhez tartozott, melynek része volt Ošlje is, ahol a zsupán székelt, aki bírói, katonai, közigazgatási és gazdasági hatalommal rendelkezett. Ebben az időben a 9-10. században Ošlje a tengermellék legnagyobb és legfontosabb települése volt. A település első írásos említése is erre az időre esik Bíborbanszületett Konstantin bizánci császárnak a 10. században a birodalom kormányzásáról írt művében található „Josle” alakban.
Az ősi Ošljéről mesélnek a "Gradac", "Bijela Lokva", "Mirine", "Grčka crkva" és "Banovi dvori" helynevek, melyeket a nép a mai napig is használ a mai település feletti, a Rotonda körüli területre. Maga a Rotonda egy egyedülálló szakrális építmény, melynek kör alaprajzú narthexe és nyolc apszisa van és a településtől északra emelkedő kősziklára épült. Az épület valószínűleg már Bíborbanszületett Konstantin is állt. A mai Ošljétől nyugatra Stupa irányában egy másik fontos középkori épület állt a Szent Péter templom a középkori temető maradványaival. A templom helyén egy még régebbi templom állt, melyről a helyi hagyomány azt tartja, hogy püspöki székesegyház volt.
Az ősi Ošljét 1241-ben a tatárjárás vihara pusztította el. Ezután a zsupán Slanóba települt át és ez a település lett az egész Dubrovniki tengermellék központja. A lerombolt épületeket és a Rotondát már nem építették újjá. Ezután építették fel a települést a mai helyén. Ošlje 1399-ben a Dubrovniki tengermellékkel a Raguzai Köztársaság része lett, amely 1500 aranydukátért megvásárolta Ostoja bosnyák királytól. Ošlje védelmet kapott, de a lakosság elveszítette korábbi szabadságjogait. Mindent a köztársaság törvényei szabályoztak és Ošlje már nem nyerte vissza korábbi jelentőségét. A következő évszázadokban a török határ közelsége is elősegítette a helyi gazdaság stagnálását és állandósult a lakosság szegénysége. Közben 1620-ban újra megalapították az ošljei plébániát.
A Raguzai Köztársaság bukása után 1806-ban Dalmáciával együtt ez a térség is a köztársaságot legyőző franciák uralma alá került, de Napóleon bukása után 1815-ben a berlini kongresszus Dalmáciával együtt a Habsburgoknak ítélte. Az osztrák uralom idején kísérletek történtek a gazdasági élet élénkítésére. A településnek 1857-ben 368, 1910-ben 411 lakosa volt. A környező településekhez hasonlóan a lakosság megélhetései forrása a mezőgazdaság és az állattartás volt. 1918-ban az új szerb-horvát-szlovén állam, majd később Jugoszlávia része lett. A délszláv háború során 1991. október 1-jén kezdődött a jugoszláv hadsereg (JNA) támadása a Dubrovniki tengermellék ellen, mely során a települést a szerb erők kifosztották és felégették. A háború után rögtön elkezdődött az újjáépítés. 1996-ban újabb csapásként földrengés okozott súlyos károkat. 1997-ben megalakult Dubrovačko primorje község, melynek Ošlje is része lett. A településnek 2011-ben 120 lakosa volt, akik főként mezőgazdaságból, állattartásból, szőlőtermelésből éltek.

## Népesség
| Lakosság változása | Lakosság változása | Lakosság változása | Lakosság változása | Lakosság változása | Lakosság változása | Lakosság változása | Lakosság változása | Lakosság változása | Lakosság változása | Lakosság változása | Lakosság változása | Lakosság változása | Lakosság változása | Lakosság változása | Lakosság változása |
| ------------------ | ------------------ | ------------------ | ------------------ | ------------------ | ------------------ | ------------------ | ------------------ | ------------------ | ------------------ | ------------------ | ------------------ | ------------------ | ------------------ | ------------------ | ------------------ |
| 1857               | 1869               | 1880               | 1890               | 1900               | 1910               | 1921               | 1931               | 1948               | 1953               | 1961               | 1971               | 1981               | 1991               | 2001               | 2011               |
| 368                | 327                | 335                | 350                | 400                | 411                | 372                | 382                | 343                | 337                | 295                | 254                | 171                | 118                | 96                 | 120                |

## Nevezetességei
- A falutól nyugatra, a temetőben áll Szent Péter Pál templom,[5] melyet egy középkori templom alapjain 1545-ben építettek a Radović testvérek késő gótikus stílusban. Története során többször megrongálódott, de mindig kijavították. A délszláv háború idején gránáttalálat érte, mely után 1995-ben építették újjá. 1996-ban földrengés rongálta meg, ezután 2000-ben újították fel. Egyhajós, téglalap alaprajzú, kelet-nyugati tájolású épület. A nyugati homlokzatot félköríves lunettás portál tagolja, tetején az oromfalon álló harangdúcban záródik. Az oldalfalak gótikus nyílások, a belső teret árkádos fülkék tagolják. A mai temetőn belül egy középkori nekropolisz maradványai láthatók sírkövekkel. A fennmaradt díszítmények között szekerek, keresztek és kardos pajzsok ábrázolásai találhatók.
- A gorici településrészen álló Szent Miklós templom[6] a középkorban épült. Az eredeti templomból az apszis maradt meg, a hajó barokk stílusú. Utolsó felújítása 2000-ben történt. A templom a falutól délre, egy domb tetején található. Az egyhajós, kelet-nyugati tájolású épület téglalap alakú apszissal rendelkezik. Az oromzatos nyugati homlokzatot a középső tengelyben egyszerű díszítetlen ajtókeretekkel és áthidalókkal keretezett portál tagolja. A homlokzat egy falazott harangdúcban végződik. Az apszis félköríves boltozatos, míg a hajó mennyezete nyitott. A templom szabályos kőtömbökből épült, tetőzete nyeregtető. A hosszúkás téglalap alakú apszis valószínűleg egy korábbi középkori templom központi része vol, amelyet barokk korban a mai méretekre bővítettek.
- A Szent Rókus plébániatemplom a 15. században épült a Raguzai Köztársasághoz csatlakozás után. Történetének hat évszázada alatt többször építették át, mai formáját a 19. században kapta. Felszentelése 1906. május 13-án volt. A templom négyszög alaprajzú, négyszögletes szentéllyel, a sekrestye a főoltár mögött található. A homlokzat feletti harangdúcban négy harang található. Két mellékoltárából az egyik leégett, a másikat pedig 2005-ben a felújításkor szüntették meg. Az új, kőből épített oltárt 2005. szeptember 25-én szentelték fel.
- A Bijela lokva nevű helyen tárták fel a 10. század első felében épített nyolcapszisú templomot, melyet valószínűleg Szent Péter tiszteletére szenteltek. A romokat 1956-ban Tomislav Marasović vezetésével tárták fel. A Rotonda egy egyedülálló szakrális építmény , melynek kör alaprajzú narthexe és nyolc apszisa van és a településtől északra emelkedő kősziklára épült. Falai ma is négy méteres magasságban állnak.
- Ókori halomsírok a Perkova Glaván és tőle keletre, a Grebenen, a Velecen, a Mali Pjenagon és több más helyen.

## Gazdaság
A helyi gazdaság a mezőgazdaságon alapul, mellette az állattartás és a szőlőtermesztés jelentős.

## Oktatás
A helyi iskola ma már nem működik, a tanulók a szomszédos Smokovljanira járnak iskolába.

## Híres emberek
Itt született 1920. március 2-án Josip Luetić történész, a horvát tengerészet történetének egyik legjelentősebb kutatója.